# Sławomir Majak
Sławomir Bogusław Majak (Gidle, 12 gennaio 1969) è un allenatore di calcio ed ex calciatore polacco, di ruolo centrocampista, tecnico del Jelenia Góra.

## Palmarès

### Giocatore

#### Club
- Campionato polacco: 1

Widzew Lodz: 1996-1997
- Coppa di Cipro: 1

Anorthosis Famagosta: 2001-2002

#### Individuale
- Calciatore polacco dell'anno: 1

1997